# Frans Zwarts
Frans Zwarts (Den Haag, 26 maart 1949) is een Nederlands taalwetenschapper die van 2002 tot 2011 rector magnificus was van de Rijksuniversiteit Groningen (RUG).
Zwarts studeerde algemene taalwetenschap aan de Universiteit van Amsterdam alwaar hij in 1973 cum laude afstudeerde. Hij promoveerde in 1986 eveneens cum laude aan de RUG. Sinds 1987 is hij hoogleraar Nederlandse taalkunde aan de RUG. Met Jan Koster wist hij de Groningse taalkunde uit te bouwen tot een internationaal centrum van onderwijs en onderzoek. In 2002 werd hij rector magnificus van de RUG als opvolger van Doeko Bosscher. Daarnaast is hij voorzitter van de Nationale Stuurgroep Dyslexie (NWO) en lid van de Koninklijke Nederlandse Akademie van Wetenschappen. In 2009 werd hij benoemd tot officier in de orde van Oranje Nassau. Tot en met december 2015 leidde hij als hoogleraar-bestuurder de University Campus Fryslân te Leeuwarden.